# 微分叠
微分叠'是代数几何中的代数叠在微分几何中的类似物，可描述为微分流形上的叠，也可描述为森田等价下的李群胚。
微分叠很适合处理有奇点的空间（如轨形、叶空间、商），它们自然出现在微分几何中，且不是可微流形。例如，微分叠在叶状结构、泊松流形和扭K理论中都有应用。

## 定义

### 定义1（由广群纤维化）
回想在广群中纤维化的范畴（或称广群纤维化），包含范畴{\displaystyle {\mathcal {C}}}、到微分流形范畴的函子{\displaystyle \pi :{\mathcal {C}}\to \mathrm {Mfd} }，并满足
1. {\displaystyle {\mathcal {C}}}是纤维范畴，即对任意对象{\displaystyle u\in {\mathcal {C}}}和任意箭头{\displaystyle V\to U\ \in \mathrm {Mfd} }，都有箭头{\displaystyle v\to u}，在{\displaystyle V\to U}上；
2. 对{\displaystyle \mathrm {Mfd} }中的任意交换三角{\displaystyle W\to V\to U}及{\displaystyle W\to U}上的任意箭头{\displaystyle w\to u}、{\displaystyle V\to U}上的{\displaystyle v\to u}，在{\displaystyle W\to V}上存在唯一的箭，使三角{\displaystyle w\to v\to u}交换。

这些性质确保{\displaystyle \forall U\in \mathrm {Mfd} }，都可以定义其纤维{\displaystyle \pi ^{-1}(U)}或{\displaystyle {\mathcal {C}}_{U}}，作为{\displaystyle {\mathcal {C}}}的子范畴，由{\displaystyle {\mathcal {C}}}在U上的所有对象和在{\displaystyle id_{U}}上的所有态射组成。根据这构造，{\displaystyle \pi ^{-1}(U)}是广群。叠是满足胶合性质的广群纤维，用下降表述。
任何流形X都定义了其切片范畴 {\displaystyle F_{X}=\mathrm {Hom} _{\mathrm {Mdf} }(-,X)}，对象是流形U与光滑映射{\displaystyle f:U\to X}组成的对子{\displaystyle (U,f)}；则{\displaystyle F_{X}\to \mathrm {Mdf} ,(U,f)\mapsto U}是广群纤维，实际上也是叠。广群纤维的态射{\displaystyle {\mathcal {C}}\to {\mathcal {D}}}若满足以下条件，则称作可表浸没：
- 对流形U和任意态射{\displaystyle F_{U}\to {\mathcal {D}}}，纤维积{\displaystyle {\mathcal {C}}\times _{\mathcal {D}}F_{U}}可表，即（对某个流形Y，）与作为广群纤维的{\displaystyle F_{V}}同构；
- 诱导光滑映射{\displaystyle V\to U}是浸没。

对流形X，微分叠是叠{\displaystyle \pi :{\mathcal {C}}\to \mathrm {Mfd} }与特殊的可表浸没{\displaystyle F_{X}\to {\mathcal {C}}}（上述每个浸没{\displaystyle V\to U}都需要是满射）。映射{\displaystyle F_{X}\to {\mathcal {C}}}称作叠X的图集、呈现或覆叠。

### 定义2（由2-函子）
回想范畴{\displaystyle {\mathcal {C}}}上（广群的）预叠（也称作2-预层），是2-函子 {\displaystyle X:{\mathcal {C}}^{\text{opp}}\to \mathrm {Grp} }，其中{\displaystyle \mathrm {Grp} }是（集合论）广群的2-范畴、及其间的态射和自然变换。叠是满足胶合性质的预叠（类似层满足的胶合性质）。要精确说明这性质，需要定义景上的（预）叠，即配备了格罗滕迪克拓扑的范畴。
所有对象{\displaystyle M\in \mathrm {Obj} ({\mathcal {C}})}定义了叠{\displaystyle {\underline {M}}:=\mathrm {Hom} _{\mathcal {C}}(-,M)}，与另一对象{\displaystyle N\in \mathrm {Obj} ({\mathcal {C}})}关联，形成态射{\displaystyle N\to M}的广群{\displaystyle \mathrm {Hom} _{\mathcal {C}}(N,M)}。现有叠{\displaystyle X:{\mathcal {C}}^{\text{opp}}\to \mathrm {Grp} }，若有对象{\displaystyle M\in \mathrm {Obj} ({\mathcal {C}})}与叠的态射{\displaystyle {\underline {M}}\to X}（常称作叠X的图集、呈现或覆叠）满足以下性质，则称其几何的：
- 态射{\displaystyle {\underline {M}}\to X}可表，即{\displaystyle \forall Y\in {\mathcal {C}}}和任何态射{\displaystyle Y\to X}，纤维积{\displaystyle {\underline {M}}\times _{X}{\underline {Y}}}同构于作为叠的{\displaystyle {\underline {Z}}}（对某对象Z）；
- 诱导态射{\displaystyle Z\to Y}满足取决于范畴{\displaystyle {\mathcal {C}}}的范畴（如对流形，是要满足浸没。

微分叠是{\displaystyle {\mathcal {C}}=\mathrm {Mfd} }（微分流形范畴，视作具有通常开覆叠拓扑的景）上的叠，即2-函子{\displaystyle X:\mathrm {Mfd} ^{\text{opp}}\to \mathrm {Grp} }，其也满足几何性，即承认上面定义的图集{\displaystyle {\underline {M}}\to X}。
注意，将{\displaystyle \mathrm {Mfd} }换成仿射概形范畴，就恢复到标准代数叠概念。相似地，把{\displaystyle \mathrm {Mfd} }换成拓扑空间范畴，就得到拓扑叠定义。

### 定义3（由森田等价）
回想李群胚，包含两微分流形G、M、两满射浸没{\displaystyle s,t:G\to M}、偏乘法映射{\displaystyle m:G\times _{M}G\to G}、单位映射{\displaystyle u:M\to G}、逆映射{\displaystyle i:G\to G}，满足类似群的相容性。
两个李群胚{\displaystyle G\rightrightarrows M}、{\displaystyle H\rightrightarrows N}间若有主双丛P，即有主右H丛{\displaystyle P\to M}、主左G丛{\displaystyle P\to N}，使得对P的两作用交换，则称G、H森田等价。森田等价是李群胚间的等价，比同构弱，但足以保留许多几何性质。
微分叠记作{\displaystyle [M/G]}，是某李群胚{\displaystyle G\rightrightarrows M}的森田等价类。

### 定义1、2的等价性
任何纤维范畴{\displaystyle {\mathcal {C}}\to \mathrm {Mdf} }都定义了2-层{\displaystyle X:\mathrm {Mdf} ^{opp}\to \mathrm {Grp} ,U\mapsto \pi ^{-1}(U)}。反过来，任何预叠{\displaystyle X:\mathrm {Mdf} ^{\text{opp}}\to \mathrm {Grp} }给出了范畴{\displaystyle {\mathcal {C}}}，其对象是流形U与对象{\displaystyle x\in X(U)}的对子{\displaystyle (U,x)}，态射是映射{\displaystyle \phi :(U,x)\to (V,y)}，使{\displaystyle X(\phi )(y)=x}。这样的{\displaystyle {\mathcal {C}}}配备函子{\displaystyle {\mathcal {C}}\to \mathrm {Mdf} ,(U,x)\mapsto U}后，成为纤维范畴。
定义1、2中叠的胶合性质等价，同样，定义1中的图集诱导了定义2中的图集，反之亦然。

### 定义2、3的等价性
李群胚{\displaystyle G\rightrightarrows M}给出了微分叠{\displaystyle BG:\mathrm {Mfd} ^{\text{opp}}\to \mathrm {Grp} }，将任何流形N发送到N上的G-旋子的范畴（即G-主丛）。{\displaystyle G\rightrightarrows M}的森田类中，任何其他李群胚都诱导了一个同构叠。
反过来，任何微分叠{\displaystyle X:\mathrm {Mfd} ^{\text{opp}}\to \mathrm {Grp} }都是{\displaystyle BG}形式，即可由李群胚表示。更精确地说，若{\displaystyle {\underline {M}}\to X}是叠X的图集，则可定义李群胚{\displaystyle G_{X}:=M\times _{X}M\rightrightarrows M}，并检查{\displaystyle BG_{X}}是否同构于X。
Dorette Pronk提出的一个定理指出，定义1的微分叠与李群胚之间的双范畴具有森田等价性。

## 示例
- 任何流形M定义了微分叠{\displaystyle {\underline {M}}:=\mathrm {Hom} _{\mathrm {Hom} }(-,M)}，由恒等映射{\displaystyle {\underline {M}}\to {\underline {M}}}平凡地表示。叠{\displaystyle {\underline {M}}}对应单位广群{\displaystyle u(M)\rightrightarrows M}的森田等价类。
- 李群G定义了微分叠{\displaystyle BG}，将任意流形N发送到N上的G-主丛的范畴，由平凡叠态射{\displaystyle {\underline {pt}}\to BG}表示，将一点发送到G的分类空间上的通用G-丛。叠{\displaystyle BG}对应{\displaystyle G\rightrightarrows \{*\}}的森田等价类，视作点上的李群胚（即任意具有迷向群G的传递李群胚的森田等价类）。
- 流形M上的叶状结构{\displaystyle {\mathcal {F}}}由其叶空间定义了微分叠，对应完整广群{\displaystyle \mathrm {Hol} ({\mathcal {F}})\rightrightarrows M}的森田等价类。
- 轨形都是微分叠，因为其是具有离散迷向的紧合李群胚（紧合李群胚的迷向是紧的，所以有限）的森田等价类。

### 商微分叠
给定M上的李群作用{\displaystyle a:M\times G\to M}，其商（微分）叠是代数几何中商（代数）叠的可微部分。其定义为与流形X、主G-丛范畴{\displaystyle P\to X}和G-等价映射{\displaystyle \phi :P\to M}相联系的叠{\displaystyle [M/G]}，是由叠态射{\displaystyle {\underline {M}}\to [M/G]}表示的微分叠，在任意流形X上的定义如下：
{\displaystyle {\underline {M}}(X)=\mathrm {Hom} (X,M)\to [M/G](X),\quad f\mapsto (X\times G\to X,\phi _{f})}
其中{\displaystyle \phi _{f}:X\times G\to M}是G-等价映射{\displaystyle \phi _{f}=a\circ (f\circ \mathrm {pr} _{1},\mathrm {pr} _{2}):(x,g)\mapsto f(x)\cdot g}。
叠{\displaystyle [M/G]}对应作用广群{\displaystyle M\times G\rightrightarrows M}的森田等价类。于是，可得到下列特殊情形：
- 若M是点，则微分叠{\displaystyle [M/G]}与{\displaystyle BG}重合
- 若作用是半正则紧合作用（于是商{\displaystyle M/G}是流形），则微分叠{\displaystyle [M/G]}与{\displaystyle {\underline {M/G}}}重合
- 若作用是紧合作用（于是商{\displaystyle M/G}是轨形），则微分叠{\displaystyle [M/G]}与轨形定义的叠重合

## 微分空间
微分空间（differentiable space）是具有平凡稳定子的微分叠。例如，若李群半正则作用（不必紧合）于流形，则对其的商一般不是流形，而是微分空间。

## 配备格罗滕迪克拓扑
微分叠X可以某种方式配备格罗滕迪克拓扑，这给出了X上的层概念。例如，X上微分p形式的层{\displaystyle \Omega _{X}^{p}}可由流形U上{\displaystyle \forall x\in X}给出，使{\displaystyle \Omega _{X}^{p}(x)}为U上p形式的空间。层{\displaystyle \Omega _{X}^{0}}称作X上的结构层，表示为{\displaystyle {\mathcal {O}}_{X}}。{\displaystyle \Omega _{X}^{*}}带有外微分，因此是X上向量空间的复层：于是有了X的德拉姆上同调的概念。

## 束
现有微分叠间的满态射{\displaystyle G\to X}，若{\displaystyle G\to G\times _{X}G}也是满态射，则前者称作X上的束。例如，若X是叠，则{\displaystyle BS^{1}\times X\to X}是束。Giraud提出的一条定理称，{\displaystyle H^{2}(X,S^{1})}一一对应于局部同构于{\displaystyle BS^{1}\times X\to X}的X上的束集，束有其带（band）的平凡化。